# Sphecomyrma canadensis
Sphecomyrma canadensis är en myrart som beskrevs av Wilson 1985. Sphecomyrma canadensis ingår i släktet Sphecomyrma och familjen myror. Inga underarter finns listade i Catalogue of Life.